# سیارک ۲۱۳۳
سیارک ۲۱۳۳ (به انگلیسی: 2133 Franceswright، نامگذاری:1976WB) دو هزار و صد و سی و سومین سیارک کشف شده‌است که در ۲۰ نوامبر ۱۹۷۶ کشف شد.
قدر مطلق سیارک برابر ۱۳٫۳۰ است.